# La Neuville-aux-Bois
La Neuville-aux-Bois  là một xã thuộc tỉnh Marne trong vùng Grand Est đông nam nước Pháp. Xã này nằm ở khu vực có độ cao trung bình 161 mét trên mực nước biển.